# Kazimieras Vasiliauskas (Rennfahrer)
Kazimieras Vasiliauskas (* 2. August 1990 in Kaišiadorys) ist ein litauischer Automobilrennfahrer.

## Karriere
Vasiliauskas begann seine Karriere 1999 im Kartsport, den er bis 2007 ausübte. Er gewann im Kartsport viermal einen litauischen Meistertitel. 2008 wechselte der Litauer in den Formelsport und nahm an einigen Rennen der italienischen Formel Renault, in der er Platz 21 in der Gesamtwertung belegte, teil. Zudem startete er bei einigen Rennen des Formel Renault 2.0 Eurocups, in denen er keine Punkte erzielte. 2009 wechselte er in die wiederbelebte Formel 2 und belegte mit einem Sieg in Imola den siebten Gesamtrang. Außerdem trat der Nachwuchspilot in der Formel Palmer Audi an, in der er mit zwei Siegen den Vizemeistertitel hinter Richard Plant gewann. 2010 blieb Vasiliauskas in der Formel 2 und war vor der Saison einer der Titelfavoriten. Er wurde seiner Favoritenrolle jedoch nicht gerecht und ihm gelang erst beim letzten Saisonrennen ein Sieg. Er beendete die Saison auf dem vierten Gesamtrang.
Vasiliauskas ist der erste Litauer, der an einer internationalen Formelserie teilgenommen hat.

## Karrierestationen
- 1999–2007: Kartsport
- 2008: Italienische Formel Renault (Platz 21), Formel Renault 2.0 Eurocup
- 2009: Formel 2 (Platz 7), Formel Palmer Audi (Platz 2)
- 2010: FIA-Formel-2-Meisterschaft (Platz 4)

| Personendaten    | Personendaten                   |
| ---------------- | ------------------------------- |
| NAME             | Vasiliauskas, Kazimieras        |
| KURZBESCHREIBUNG | litauischer Automobilrennfahrer |
| GEBURTSDATUM     | 2. August 1990                  |
| GEBURTSORT       | Kaišiadorys, Litauen            |